# Acanthogyrus nigeriensis
Acanthogyrus nigeriensis är en hakmaskart som beskrevs av Dollfus och Yves-Jean Golvan 1956. Acanthogyrus nigeriensis ingår i släktet Acanthogyrus och familjen Quadrigyridae. Inga underarter finns listade i Catalogue of Life.